# クレッチャ
クレッチャ（くれっちゃ）は、株式会社ラウンドワンが運営するオンラインクレーンゲームである。2021年4月12日にサービスを開始した。
2023年7月31日23:59をもってサービスを終了した。

## 概要
インターネットを通じて、ブラウザから本物のクレーンゲームを遠隔操作する事ができる。また、獲得した景品は自宅に発送することが出来る。2021年6月現在、アプリはリリースされておらず、ウェブブラウザ上でプレイすることとなる。
2023年8月3日21:00現在 プレイ不可能。

## 沿革
- 2020年9月29日　ラウンドワンのIRにて、オンラインクレーンゲーム事業を開始することを発表[3]
- 2021年4月1日　ツイッターにて「クレッチャ」を開始することを発表[4]。また、同時にツイッター、クレッチャ公式アカウントが開始される[5]
- 2021年4月12日　サービス開始[1]
- 2021年4月21日 ポイントの決済方法に、元から使用できるクレジットカード決済とauかんたん支払いに加え、PayPay、ソフトバンクかんたん支払いに対応[6]
- 2021年4月22日　ポイントの決済方法に、LINE Payが追加[7]
- 2021年5月14日頃　ポイントの決済方法にd払いが追加[8]
- 2021年4月上旬 北海道内の全店舗(函館店、旭川店、札幌北21条店、札幌・白石本通店、札幌すすきの店）で店舗受け取りを先行して開始。仕組みについては#景品の受け取りを参照
- 2021年4月25日 店舗受け取りサービスを全店舗に拡大
- 2023年7月31日 23:59をもって営業を終了

## アカウント登録
アカウント登録に際して、ブラウザ上からアカウントを作成することも出来るが、公式LINE経由で登録することが推奨されている。また、LINEで登録するメリットとして、ログインボーナスが貰える他、最新情報の配信、ラウンドワン店舗で使用できるボウリング、カラオケ、スポッチャで使用できる100円引きクーポンが配信された。

## ポイント
プレイをするにはクレッチャポイントを使用する。2021年6月現在、購入にはクレジットカード、d払い、auかんたん支払い、ソフトバンクまとめて支払い、PayPay、LINE Payが使用できる。400ポイントで550円、5500ポイントで5,500円、23,500ポイントで22,000円と高額なほど、ポイント数が多くなる。初回のみ200円で400ポイント、300円で600ポイントで購入可能だった。

### ログインボーナス
LINEの公式アカウントにクレッチャアカウントを連携し、LINEよりログインボーナスを受け取り、ログインをすると、毎日5ポイント、毎週月曜日に1プレイ無料チケットが配信される。また、1プレイ無料チケットは、ラウンドワン店舗を利用することで貰うことが出来る。1プレイ無料チケットは全台で使用できるわけではなく、チケット使用可の台のみで使用可能。クレッチャトップページのピックアップより一覧を見ることが可能であった。

## 主な設定
クレッチャには多くの設定があり、その一部を掲載する。台に置かれているものは実際の景品では無く、代わりに置かれた箱やぬいぐるみ等を落とすことで景品獲得となる。攻略法についてはプレイ中の台の「遊び方」に記載がある。また、クレッチャ上部の遊び方別タブから設定一覧が確認可能。

### 橋渡し
一般的な設定の台。箱を落とせば景品獲得となる。通常の橋渡しに加えて谷やチューブなど種類が複数ある。

### 輪っか引っ掛け
プラスチックの輪っかを引っ掛けながら落とす設定。坂滑りや横等種類がある。

### 玉転がし
玉をアームで左右に転がしながらゴールの穴に落とす設定。

### 前落とし
箱やぬいぐるみを前に落とす設定。ぬいぐるみ小、ぬいぐるみ大、プレート等の種類がある。

### 横ずらし
横にずらし落とす設定。ぬいぐるみ、キャンディ等の種類がある。

### 缶バッジすくい
缶バッジを手前に落とす設定。

### S字フック
S字フックを景品に引っ掛ける事で商品が獲得となる設定。

### ルーレット、サイクロン、回転円盤
ボールを持ち上げる、または手前に落とすことにより、指定された穴に落とす設定。常に回り続けており、一発でも獲得可能。

### パワーマックス
アームのパワーがマックスであり、さらにゴムが付いている為、箱を確実に持ち上げる事が出来る。箱を棒と棒の間の隙間に落とせば景品獲得となる。

### リアル台
仮の箱ではなく、景品実物が使用された台

## 獲得景品の受け取り
2022年4月現在、配送と店舗での受け取りで景品を受け取れる。配送は日本国内のみ可能。獲得景品の保管期間は14日間であり、保管期間内に配送依頼、もしくはラウンドワン店舗での景品交換をする必要がある。2022年4月上旬から北海道内の全店舗(函館店、旭川店、札幌北21条店、札幌・白石本通店、札幌すすきの店）にて店舗受け取りを先行開始。2022年4月25日からは全店舗に拡大。

### 配送
配送はヤマト運輸株式会社が行う。毎週月曜日の0時に無料配送チケットを配布しており、週に1回無料にて配送することが可能。通常は1,000ポイントがかかり、不在や住所不明となり、クレッチャに返送された場合は、再配送費用として2,000ポイントがかかるため、注意が必要。

### 店舗での受け取り
店舗受け取りは獲得景品を直接貰える仕組みではなく、クレッチャの景品にはSとAからFのランクがついており、店舗にも同じように
クレーンゲーム機にAからFについており、クレッチャ内のランクと同じかそれ以下のランク(例えばクレッチャでAランク景品を獲得した場合はA、B、C、D、E、F)、Sはランクがついている景品なら全ての景品と交換が可能となっている。ランクがない景品は交換ができない。獲得景品との同じ景品との交換はランクがついている景品であれば可能であり、店舗の方がランクが上位だったとしても交換が可能である。ランクがついていない景品は同一景品だとしてももらうことはできない。詳細はクレッチャ公式の説明を参照